# 维耶拉
维耶拉（法語：Viella，法語發音：[vjɛla]）是法国热尔省的一个市镇，属于米朗德区。

## 地理
维耶拉（43°35'55"N, 0°8'24"W）面积22.02 平方千米，位于法国奧克西塔尼大區热尔省，该省份为法国西南部内陆省份，北起顺时针与洛特-加龙省、塔恩-加龙省、上加龙省、上比利牛斯省、大西洋比利牛斯省和朗德省接壤。
与维耶拉接壤的市镇（或旧市镇、城区）包括：圣拉纳、欧布斯、艾迪、迪于斯、波尔泰、奥朗桑、拉巴尔泰特、莫米松-拉吉扬、里斯克勒、圣蒙、韦尔吕、里斯克勒。

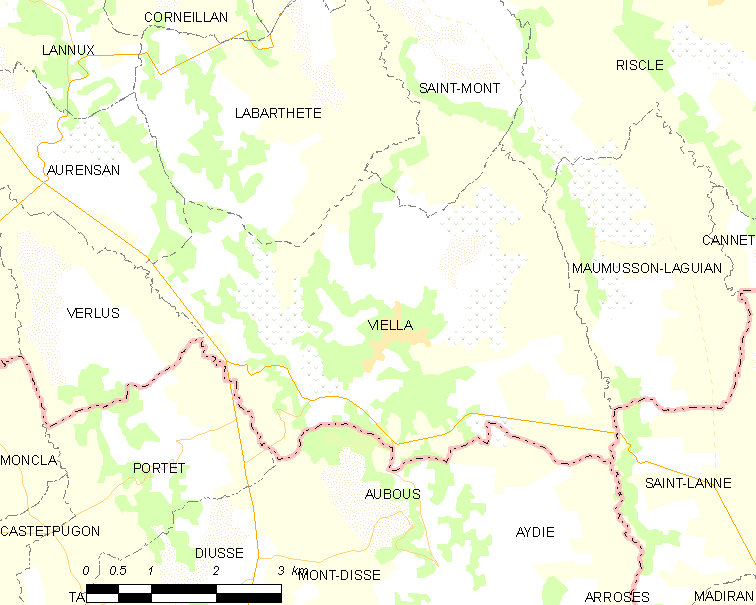
维耶拉的OSM定位图

维耶拉的时区为UTC+01:00、UTC+02:00（夏令时）。

## 行政
维耶拉的邮政编码为32400，INSEE市镇编码为32463。

## 政治
维耶拉所属的省级选区为热尔阿杜尔县。

## 人口

1962-2008年间维耶拉人口变化图示

维耶拉于2022年1月1日时的人口数量为523人。